# Crème au beurre

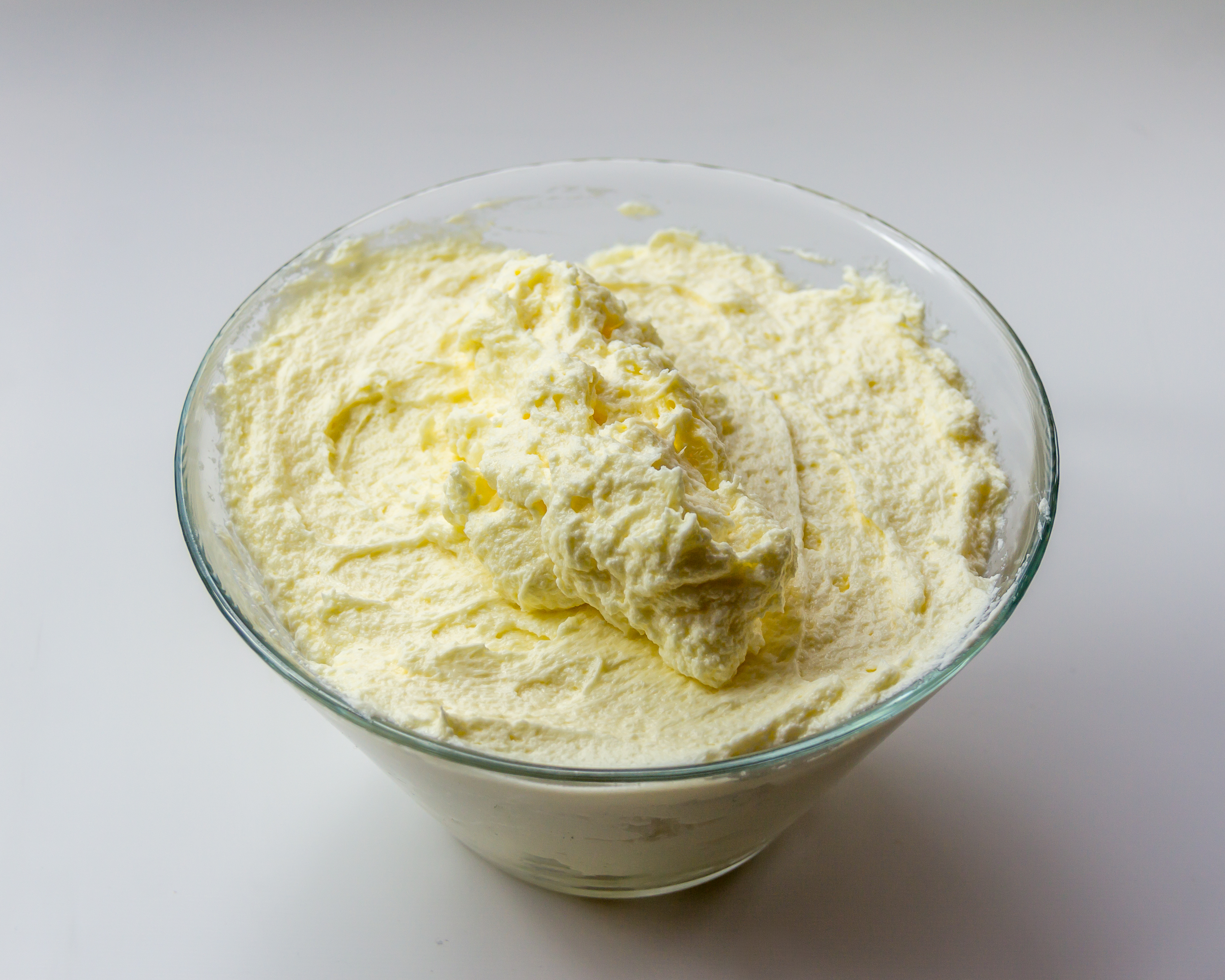
Une jatte de crème au beurre.

La crème au beurre est une crème composée de beurre pommade, d'œufs (jaune, blanc ou entier suivant les recettes), de sucre et parfois de lait.
Il existe quatre techniques pour faire la crème au beurre :
- au sirop : un mélange d'eau et de sucre (sirop) est chauffé avant d'être incorporé au jaune d'œuf puis au beurre pommade
- à la meringue italienne : le sirop est incorporé à des blancs montés en neige, avant d'être incorporé au beurre pommade
- à la crème anglaise : le beurre pommade est incorporé à une crème anglaise (mélange de jaune d'œuf, de sucre et de lait)
- façon génoise : le beurre pommade est incorporé à un appareil à génoise sans farine (mélange d'œuf entier et de sucre battu au bain-marie)

Il existe une cinquième façon de réaliser la crème au beurre : du beurre pommade mélangé à du sucre glace qu'on pourra parfumer et colorer. C'est une méthode simple qui s'apparente à la crème au beurre, souvent utilisée pour la réalisation de cupcakes maison, ce qui évite la cuisson du sucre (110 °C−115 °C).
La crème au beurre est utilisée dans des pâtisseries telles que l'opéra, le fraisier, le moka, le paris-brest, nid de Pâques ou encore la bûche de Noël.
Elle peut également décorer les religieuses.